# Golf von Guayaquil
Der am Pazifik gelegene Golf von Guayaquil ist der größte Golf an der ecuadorianischen Küste. Benannt wurde er nach der größten an ihm gelegenen Stadt Guayaquil. Er erstreckt sich über 230 Kilometer zwischen Cabo Blanco in Peru und der Landspitze Punta de Santa Elena in Salinas in Ecuador. Die Ufer sind flach und meist sumpfig. Im Golf befinden sich 13 größere und kleinere Inseln, deren größte mit ca. 855 km² Puná ist.
In den Golf von Guayaquil fließen unter anderem die Flüsse Río Guayas, Río Jubones, Río Zarumilla und Río Tumbes. Um den Golf befindet sich auf einer Fläche von 3300 km² die Ökoregion Golfo de Guayaquil-Tumbes-Mangroven, in der unter anderem Spitzkrokodile, Mantelbrüllaffen, Pakas, Krabbenwaschbär und Mexikanische Fischotter sowie Marmorreiher, Waldstörche und Hornwehrvögel heimisch sind. Die Ökoregion ist unter anderem durch Garnelenzucht gefährdet.